# Stadsjurisdictie van Groningen
De Stadsjurisdictie van Groningen, meestal gebruikt in de meervoudsvorm  Stadsjurisdicties, is de term waarmee wordt aangegeven dat de stad Groningen het bestuur uitoefende over delen van de provincie Groningen buiten de stad zelf. De stad was vanaf de vijftiende eeuw feitelijk landsheer over het Gorecht en de beide Oldambten, in de zestiende eeuw kwam Westerwolde en een deel van het Reiderland daar nog bij. 

## Het Gorecht

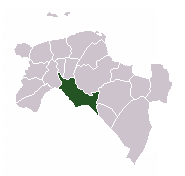
Het Gorecht

Het Gorecht hoorde oorspronkelijk bij Drenthe. De stad zelf lag binnen het Gorecht, maar wordt in de oudste vermelding van Groningen al als aparte eenheid genoemd. De stad en het Gorecht vormen in de Middeleeuwen samen het meest noordelijke deel van de landsheerlijke bezittingen van de Bisschop van Utrecht. De stad weet zich al vroeg te ontdoen van die band, hoewel de formele band in zekere zin nog tot 1506 bleef bestaan. 
Oorspronkelijk werd de bisschop in Groningen en het Gorecht vertegenwoordigd door ambtenaren. In de twaalfde eeuw besloot bisschop Hartbert van Bierum een prefect aan te stellen, waarvoor hij zijn broer Leffard uitkoos. De prefectuur werd daarbij erfelijk gemaakt. De zeggenschap van de prefect binnen de stad verdween in de loop van de dertiende eeuw waarschijnlijk als gevolg van de strijd tussen de prefect en de Friese bevolking uit Hunsingo en Fivelingo, die de stad meermalen wist in te nemen. De prefect wist zich nog wel te handhaven als Heer over het Gorecht. 
In de loop van de veertiende eeuw blijken de prefecten echter nauwelijks in staat daadwerkelijk gezag in het Gorecht uit te oefenen. Dat leidde er uiteindelijk toe dat de stad in 1392 de rechten op het Gorecht van het Domkapittel in Utrecht voor 100 jaar in pacht weet te krijgen. Die verpachting zou in het begin van de vijftiende eeuw aangevochten worden door bisschop Frederik van Blankenheim, die het Domkapittel niet tot verpachting bevoegd achtte. De bisschop wist nog wel hernieuwde erkenning van zijn rechten af te dwingen, maar feitelijk bleef de stad het Gorecht beheersen. In 1460 werd het gebied opnieuw aan de stad in pacht gegeven, nu door de bisschop zelf. 
De feitelijke zelfstandigheid van de stad eindigde in 1506 toen zij Edzard I van Oost-Friesland als Heer erkende. De positie van de stad als feitelijk landsheer over het Gorecht lijkt onder hem, en onder het bewind van Karel van Gelre niet wezenlijk veranderd te zijn. Toen de stad zich met de Ommelanden in 1536 onderwierp aan Karel de Vijfde wist zij in het gesloten traktaat haar rechten op het Gorecht (en ook op de beide Oldambten) expliciet bevestigd te krijgen.
Het Gorecht grenst in het oosten aan de Oldambten. Waar de grens tussen beide gebieden loopt is moeilijk vast te stellen, het grensgebied maakt deel uit van het Bourtangermoeras. Als in de zestiende eeuw de ontginning van het veengebied op gang komt ontstaat Sappemeer als voornaamste plaats in dit grensgebied. De stad voegt het bij het Gorecht zodat het gericht van Selwerd hier ook bevoegd is, maar als recht wordt het Oldambter landregt toegepast.

## De Oldambten
De oudste, bekende, contacten van de stad met het Oldambt dateren uit de dertiende eeuw. In 1251 wordt de stad ingenomen door inwoners van Hunsingo, Fivelingo en Menterne, de oude naam voor het Klei-Oldambt. Het Oldambt, oorspronkelijk waarschijnlijk een onderdeel van Fivelingo, is dan een van de Friese Zeelanden. Enige jaren later sluit de stad een verbond met de Oldambten ter beveiliging van de handel. In de veertiende eeuw wordt het Oldambt nog genoemd als een van de landschappen die in 1361 in de stad het verdrag van de Upstalboom vernieuwen. 
In de loop van de vijftiende eeuw komen de Oldambten onder het beheer van de stad. Hoewel dat later in de geschiedenis voor de stad een zeer lucratieve aanwinst blijkt te zijn, is niet echt duidelijk wat voor de stad de reden is geweest om in de Oldambten in te grijpen. Vanuit de stad gezien was het Oldambt een moeilijk bereikbaar gebied, grotendeels afgescheiden door veencomplexen, in die periode voor de stad economisch waarschijnlijk niet erg belangrijk.
De stad handelde op verzoek van de inwoners van beide Oldambten. Anders dan in de Ommelanden wisten een tweetal hoofdelinggeslachten in beide Oldambten een overheersende positie te bereiken. In Menterne de Houwerda's en in Menterwolde de Gockinga's. Beide geslachten probeerden in de conflicten tussen Schieringers en Vetkopers hun positie uit te bouwen met steun van Oostfriesche heren. Dat leek een bedreiging voor de stad die daarop handelend optrad en zowel de Houwerda's als de Gockinga's wist uit te schakelen. Om in de daardoor ontstane leemte te voorzien nam de stad zelf het bestuur over beide Oldambten op zich door het aanstellen van kasteleins in Termunten en Pekela.

## Westerwolde en Reiderland
Westerwolde nam in de Middeleeuwen en geheel eigen positie in. Het grootste deel van de provincie behoorde bij het Bisdom Münster, alleen de stad en het Gorecht hoorden kerkelijk bij Utrecht. Westerwolde hoorde kerkelijk bij het bisdom Osnabrück, maar bestuurlijk tot het gebied van de bisschop van Münster.
Het Reiderland was oorspronkelijk een van de Friese gouwen. Het geslacht Addinga wist zich op te werken tot de dominante factor in het Reiderland. Een groot deel van het Reiderland verdween echter in de steeds verder groeiende Dollard, waardoor de machtsbasis van de Addinga's dreigde te verdwijnen. Zij zochten en vonden compensatie in Westerwolde waar het geslacht de rechten van de bisschop van Münster wist te verwerven. Om die rechten te laten gelden vestigden zij zich op de Wedderborg.
De eerste bemoeienis van de stad met Westerwolde dateert uit 1443 als de stad een verbond sluit met Egge Addinga, dat de stad het recht geeft om gebruik te maken van de Wedderborg. Het belang van de stad was waarschijnlijk om naast de verbinding via de Eems ook over land een route naar Westfalen te beheersen. De stad raakt in 1478 in conflict met Hayo Addinga over het laatste restant van het Reiderland: Bellingwolde en Blijham. Groningen wil dit gebied bij het Oldambt voegen, dat de stad dan al beheerst.